# Le Puits fantastique
Le Puits fantastique s una pel·lícula muda de la productora francesa Star Film de l'any 1903, dirigida i produïda per Georges Méliès. Tracta la història d'una bruixota a la qual se li nega una almoina, la qual en venjança, llança un encanteri sobre el pou d'una ciutat.

## Influències
La pel·lícula és una versió còmica dels contes de fades tradicionals, en els quals un pou es caracteritza no sols com a lloc central de reunió, sinó també com un lloc per provar màgicament la bondat dels personatges (per exemple, moltes versions d' El rei granota i Frau Holle utilitzen l'element del pou d'aquesta manera). Més específicament, la pel·lícula juga amb el concepte tradicional de conte de fades d'una dona màgica, disfressada de captaire en un pou, provant la generositat dels transeünts i recompensant a aquells que passen la prova. En la versió de la història de Méliès, no obstant això, els personatges humans no obtenen una recompensa màgica; més aviat, la bruixa és compassiva més que malvada, i el seu càstig contra el cobejós terratinent està dissenyat per a ser interpretat com amb plena justificació. Méliès va tornar a un tema similar en la seva pel·lícula Sorcellerie culinaire de 1904, en la qual una dona màgica maltractada encanta una estufa amb resultats igualment caòtics.

## Producció
Le Puits fantastique va ser realitzada en 1903, quan Méliès estava arribant al punt més alt de la seva carrera com a creador de pel·lícules de fantasia. Méliès mateix apareix en la pel·lícula com el granger amb el ruc. La marioneta del drac es reutilitzaria en les seves pel·lícules posteriors Le Sorcier de 1906 i Les Hallucinations du baron de Münchhausen de 1911. Els altres efectes especials de la pel·lícula es van crear utilitzant maquinària escènica, pirotècnia, escamoteigs i dissolucions fotogràfiques sobre un fons negre. Méliès també va recórrer lliurement a les habilitats gimnàstiques dels seus actors, amb gran part de la pel·lícula animada per acrobàcies còmiques.

## Llançament i recepció
Le Puits fantastique va ser llançat per Star Film Company de Méliès i posseeix el número 462-464 en els seus catàlegs. El 25 de juny de 1903 es va convertir en la primera pel·lícula de Méliès a ser dipositada en la Biblioteca del Congrés dels Estats Units per drets d'autor estatunidencs. Des d'aquesta pel·lícula d'ara endavant, fins a la seva pel·lícula La Sirène de 1904, la pràctica de Méliès va ser dipositar cada pel·lícula a la biblioteca en forma d'una impressió en paper; aparentment va seguir aquesta pràctica per a gairebé una dotzena de les pel·lícules que va fer durant aquest temps.
En la seva història de pel·lícules de conte de fades, l'historiador cultural Jack Zipes va elogiar Le Puits fantastique:
| « | EÉs encantador. Els actors són meravellosos acròbates, i els titelles són ximples...Le Puits fantastique mostra Méliès en el seu millor moment com a escriptor original i dissenyador dels seus propis "ridículs" contes de fades que tenen profundes arrels en el folklore. | » |

Kemp R. Niver, en el seu estudi exhaustiu de les impressions en paper de la Biblioteca del Congrés, afirma que la pel·lícula representava l'excel·lent treball que habitualment desenvolupava Méliès.